# Saint-Jean-des-Ollières
 Saint-Jean-des-Ollières  là một xã ở tỉnh Puy-de-Dôme trong vùng Auvergne-Rhône-Alpes, Pháp. Xã này có diện tích 19,56 kilômét vuông, dân số năm 2006 là 153 người. Khu vực này có độ cao trung bình 660 mét trên mực nước biển.